# Tachiadenus pervillei
Tachiadenus pervillei är en gentianaväxtart som beskrevs av Jean-Henri Humbert. Tachiadenus pervillei ingår i släktet Tachiadenus och familjen gentianaväxter. Inga underarter finns listade i Catalogue of Life.